# Trnavci kod Rudog
Trnavci kod Rudog (cyr. Трнавци код Рудог) – wieś w Bośni i Hercegowinie, w Republice Serbskiej, w gminie Rudo. W 2013 roku liczyła 259 mieszkańców.